# Lopez-Rousseaugambiet
Het Lopez-Rousseaugambiet of kortweg Rousseaugambiet is in de opening van een schaakpartij een scherp alternatief, voor zwart, voor de Italiaanse opening. Het is ingedeeld bij de open spelen.
De beginzetten van dit gambiet zijn: 1.e4 e5 2.Pf3 Pc6 3.Lc4 f5.
Het gambiet is door Eugène Rousseau geanalyseerd. Het gambiet staat niet als sterk bekend, omdat zwart zijn koningsvleugel gedurende de ontwikkeling verzwakt. Als wit het gambiet aanneemt (4. exf5) komt zwart enkele (hooguit 15) centipionnen voor te staan, maar als het gambiet geweigerd wordt staat wit minstens 150 centipionnen voor. Wanneer het gambiet geweigerd wordt, is 4.d4 de beste en (i.i.g. op professioneel niveau) de meest gespeelde zet, 4.d3 is een iets veiliger en ook populair alternatief. Een gevaar voor zwart zit hem in een zet als Dh5+, waardoor ook de g-pion naar voren moet en de korte rokade al moeilijk wordt.